# Társállat

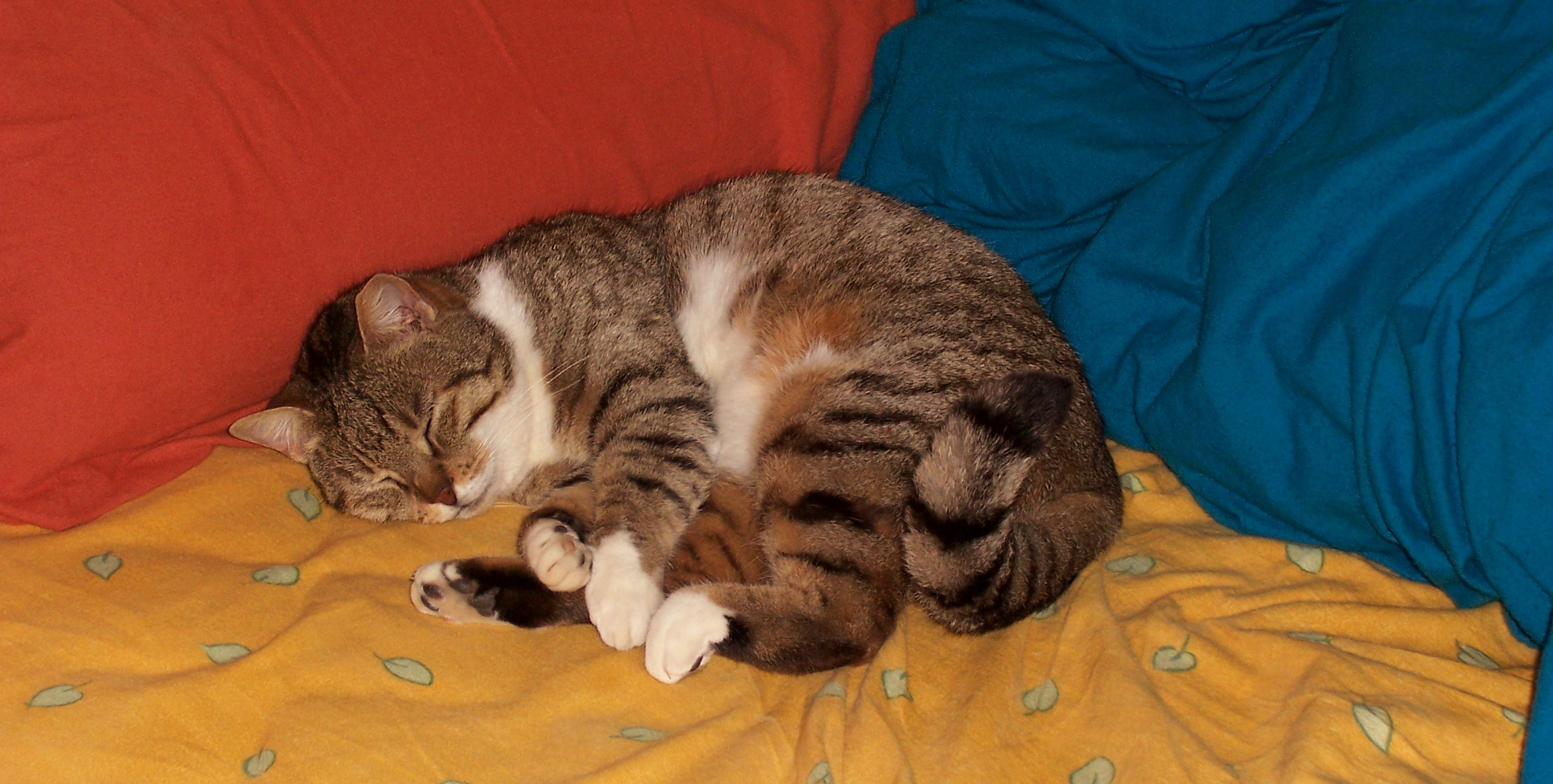
Társállat

A társállatok olyan állatok, amit az emberek általában az otthonukban tartanak, vagy különféle okok miatt más szoros kapcsolatban állnak velük. A kisállattartás motívumai lehetnek: az állat szeretete, az állatok viselkedése vagy tenyésztése iránti érdeklődés, a szelíd állatokkal való társas partnerként való együttélés, emberi társas partnerek vagy gyermekek játszótársként való helyettesítése.
Az ember közvetlen környezetében, vele sajátos szociális kapcsolat kiépítésére alkalmas háziállat, mely – a haszonállatokkal ellentétben – olyan kimagasló társas viselkedési és kommunikációs képességekkel rendelkezik, amelyek lehetővé teszik a kölcsönös partneri kapcsolatot ember és állat között. Leginkább a kutyákat és a macskákat szokás a társállatok sorában emlegetni, de nem kizárólag ezek a fajok alkalmasak tartós és kölcsönös kapcsolat kialakítására az emberrel azáltal, hogy a társas interakciók magas szintű megvalósítására képesek. A komplex együttműködés és harmonikus egymás mellett élés feltétele a viselkedés tekintetében legtöbbször egy tanulási folyamat, de ami enélkül is fennáll a társállatok esetében: ösztönös hajlam az emberrel való összehangolódásra és kötődésre emocionális szinten.
A társállatok és az ember kapcsolatát a minőségi fokon történő együttélés jellemzi, amelynek során az eredetileg haszonállat funkció háttérbe szorul – a macskát nem egérfogásért, a kutyát nem minden esetben házőrző képessége miatt tartják. Ugyanakkor a társállatok nem hobbiállatok, mert nem pusztán egy bizonyos típusú tevékenységben vesznek részt, hanem az ember napi életvitelének szerves részét képezik. Ilyen értelemben a gyerekekhez hasonlítható felelősségvállalás és a gondoskodás központi motivációs tényezőként jelenik meg.